# Елерји
Елерји (словен. Elerji, итал. Elleri) је насељено место у општини Копар, Обално-Крашка регија, Словенија.

## Историја
До територијалне реорганизације у Словенији били су у саставу старе општине Копар. До 2017. године насеље се звало Јеларји.

## Становништво
У попису становништва из 2011. године, Елерји је имао 176 становника.
| Број становника према пописима | Број становника према пописима | Број становника према пописима |
| ------------------------------ | ------------------------------ | ------------------------------ |
| 1991                           | 2002                           | 2011                           |
| 114                            | 141                            | 176                            |

Напомена: До 2017. исказивано под именом Јеларји.